# Collegi elettorali del Regno di Sardegna del 1848
I collegi elettorali del Regno di Sardegna del 1848, stabiliti insieme alla legge elettorale del Regno di Sardegna del 17 marzo 1848, rimasero in uso per le prime sei legislature.
Per il Regno di Sardegna furono inizialmente definiti 204 collegi. In via transitoria per l'isola di Sardegna nelle province con più collegi fu stabilito di suddividere gli elettori alfabeticamente (e non per territorio) in gruppi di pari numero.
Sempre nel 1848, il 29 maggio vennero aggiunti 8 collegi elettorali (con numeri da 205 a 212) per il territorio piacentino e il 19 giugno vennero aggiunti 10 collegi elettorali (con numeri da 213 a 222) per il territorio parmense. Questi diciotto collegi rimasero in uso solo per le elezioni delle prime due legislature a causa della perdita dei relativi territori da parte del Regno di Sardegna.

## Elenco
| Numero | Divisione   | Provincia      | Collegio                |
| ------ | ----------- | -------------- | ----------------------- |
| 1      | Torino      | Torino         | Torino I                |
| 2      | Torino      | Torino         | Torino II               |
| 3      | Torino      | Torino         | Torino III              |
| 4      | Torino      | Torino         | Torino IV               |
| 5      | Torino      | Torino         | Torino V                |
| 6      | Torino      | Torino         | Torino VI               |
| 7      | Torino      | Torino         | Torino VII              |
| 8      | Torino      | Torino         | Carmagnola              |
| 9      | Torino      | Torino         | Moncalieri              |
| 10     | Torino      | Torino         | Chieri                  |
| 11     | Torino      | Torino         | Gassino                 |
| 12     | Torino      | Torino         | Rivoli                  |
| 13     | Torino      | Torino         | Caselle                 |
| 14     | Torino      | Torino         | Cirié                   |
| 15     | Torino      | Torino         | Chivasso                |
| 16     | Torino      | Torino         | Lanzo                   |
| 17     | Torino      | Torino         | Rivarolo                |
| 18     | Torino      | Susa           | Susa                    |
| 19     | Torino      | Susa           | Avigliana               |
| 20     | Torino      | Susa           | Condove                 |
| 21     | Torino      | Pinerolo       | Pinerolo                |
| 22     | Torino      | Pinerolo       | Perosa                  |
| 23     | Torino      | Pinerolo       | Bricherasio             |
| 24     | Torino      | Pinerolo       | Cavour                  |
| 25     | Torino      | Pinerolo       | Pancalieri              |
| 26     | Genova      | Genova         | Genova I                |
| 27     | Genova      | Genova         | Genova II               |
| 28     | Genova      | Genova         | Genova III              |
| 29     | Genova      | Genova         | Genova IV               |
| 30     | Genova      | Genova         | Genova V                |
| 31     | Genova      | Genova         | Genova VI               |
| 32     | Genova      | Genova         | Genova VII              |
| 33     | Genova      | Genova         | Rivarolo Ligure         |
| 34     | Genova      | Genova         | Voltri                  |
| 35     | Genova      | Genova         | San Quirico             |
| 36     | Genova      | Genova         | Staglieno               |
| 37     | Genova      | Genova         | Torriglia               |
| 38     | Genova      | Genova         | Recco                   |
| 39     | Genova      | Chiavari       | Chiavari                |
| 40     | Genova      | Chiavari       | Lavagna                 |
| 41     | Genova      | Chiavari       | Sestri Levante          |
| 42     | Genova      | Chiavari       | Rapallo                 |
| 43     | Genova      | Chiavari       | Cicagna                 |
| 44     | Genova      | Levante        | Spezia                  |
| 45     | Genova      | Levante        | Sarzana                 |
| 46     | Genova      | Levante        | Levanto                 |
| 47     | Genova      | Novi           | Novi Ligure             |
| 48     | Genova      | Novi           | Gavi                    |
| 49     | Genova      | Novi           | Serravalle (Piemonte)   |
| 50     | Ciamberì    | Savoia Propria | Chambéry                |
| 51     | Ciamberì    | Savoia Propria | La Motte Servolex       |
| 52     | Ciamberì    | Savoia Propria | Montmeillan             |
| 53     | Ciamberì    | Savoia Propria | Saint-Pierre d'Albigny  |
| 54     | Ciamberì    | Savoia Propria | Aix les Bains           |
| 55     | Ciamberì    | Savoia Propria | Pont Beauvoisin         |
| 56     | Ciamberì    | Moriana        | San Giovanni di Moriana |
| 57     | Ciamberì    | Moriana        | La Chambre              |
| 58     | Ciamberì    | Tarantasia     | Moûtiers                |
| 59     | Ciamberì    | Tarantasia     | Bourg Saint-Maurice     |
| 60     | Ciamberì    | Alta Savoia    | Albertville             |
| 61     | Ciamberì    | Alta Savoia    | Ugine                   |
| 62     | Alessandria | Alessandria    | Alessandria I           |
| 63     | Alessandria | Alessandria    | Alessandria II          |
| 64     | Alessandria | Alessandria    | Valenza                 |
| 65     | Alessandria | Alessandria    | Felizzano               |
| 66     | Alessandria | Alessandria    | Bosco d'Alessandria     |
| 67     | Alessandria | Asti           | Asti                    |
| 68     | Alessandria | Asti           | San Damiano d'Asti      |
| 69     | Alessandria | Asti           | Costigliole d'Asti      |
| 70     | Alessandria | Asti           | Mombercelli             |
| 71     | Alessandria | Asti           | Montechiaro d'Asti      |
| 72     | Alessandria | Asti           | Castelnuovo d'Asti      |
| 73     | Alessandria | Tortona        | Tortona                 |
| 74     | Alessandria | Tortona        | Castelnuovo Scrivia     |
| 75     | Alessandria | Voghera        | Voghera                 |
| 76     | Alessandria | Voghera        | Casteggio               |
| 77     | Alessandria | Voghera        | Broni                   |
| 78     | Alessandria | Voghera        | Stradella               |
| 79     | Alessandria | Bobbio         | Bobbio                  |
| 80     | Alessandria | Bobbio         | Varzi                   |
| 81     | Cuneo       | Cuneo          | Cuneo                   |
| 82     | Cuneo       | Cuneo          | Boves                   |
| 83     | Cuneo       | Cuneo          | Demonte                 |
| 84     | Cuneo       | Cuneo          | Borgo San Dalmazzo      |
| 85     | Cuneo       | Cuneo          | Dronero                 |
| 86     | Cuneo       | Cuneo          | Caraglio                |
| 87     | Cuneo       | Cuneo          | Fossano                 |
| 88     | Cuneo       | Alba           | Alba                    |
| 89     | Cuneo       | Alba           | Bra                     |
| 90     | Cuneo       | Alba           | Canale                  |
| 91     | Cuneo       | Alba           | Monforte                |
| 92     | Cuneo       | Alba           | Cortemiglia             |
| 93     | Cuneo       | Mondovì        | Mondovì                 |
| 94     | Cuneo       | Mondovì        | Ceva                    |
| 95     | Cuneo       | Mondovì        | Garessio                |
| 96     | Cuneo       | Mondovì        | Cherasco                |
| 97     | Cuneo       | Mondovì        | Dogliani                |
| 98     | Cuneo       | Mondovì        | Carrù                   |
| 99     | Cuneo       | Saluzzo        | Saluzzo                 |
| 100    | Cuneo       | Saluzzo        | Savigliano              |
| 101    | Cuneo       | Saluzzo        | Racconigi               |
| 102    | Cuneo       | Saluzzo        | Venasca                 |
| 103    | Cuneo       | Saluzzo        | Sanfront                |
| 104    | Cuneo       | Saluzzo        | Barge                   |
| 105    | Nizza       | Nizza          | Nizza Marittima I       |
| 106    | Nizza       | Nizza          | Nizza Marittima II      |
| 107    | Nizza       | Nizza          | Sospello                |
| 108    | Nizza       | Nizza          | Puget-Théniers          |
| 109    | Nizza       | Nizza          | Utelle                  |
| 110    | Nizza       | Sanremo        | Sanremo                 |
| 111    | Nizza       | Sanremo        | Ventimiglia             |
| 112    | Nizza       | Sanremo        | Taggia                  |
| 113    | Nizza       | Oneglia        | Oneglia                 |
| 114    | Nizza       | Oneglia        | Porto Maurizio          |
| 115    | Nizza       | Oneglia        | Pieve d'Oneglia         |
| 116    | Novara      | Novara         | Novara I                |
| 117    | Novara      | Novara         | Novara II               |
| 118    | Novara      | Novara         | Arona                   |
| 119    | Novara      | Novara         | Borgomanero             |
| 120    | Novara      | Novara         | Romagnano               |
| 121    | Novara      | Novara         | Oleggio                 |
| 122    | Novara      | Novara         | Biandrate               |
| 123    | Novara      | Lomellina      | Mortara                 |
| 124    | Novara      | Lomellina      | Vigevano                |
| 125    | Novara      | Lomellina      | Garlasco                |
| 126    | Novara      | Lomellina      | Sartirana               |
| 127    | Novara      | Lomellina      | San Martino Siccomario  |
| 128    | Novara      | Lomellina      | Mede                    |
| 129    | Novara      | Pallanza       | Pallanza                |
| 130    | Novara      | Pallanza       | Intra                   |
| 131    | Novara      | Pallanza       | Ornavasso               |
| 132    | Novara      | Valsesia       | Varallo                 |
| 133    | Novara      | Valsesia       | Borgosesia              |
| 134    | Novara      | Ossola         | Domodossola I           |
| 135    | Novara      | Ossola         | Domodossola II          |
| 136    | Annecy      | Genevese       | Annecy                  |
| 137    | Annecy      | Genevese       | Rumilly                 |
| 138    | Annecy      | Genevese       | Saint-Julien            |
| 139    | Annecy      | Genevese       | Duing                   |
| 140    | Annecy      | Faucigny       | Bonneville              |
| 141    | Annecy      | Faucigny       | Annemasse               |
| 142    | Annecy      | Faucigny       | Taninges                |
| 143    | Annecy      | Faucigny       | Sallanches              |
| 144    | Annecy      | Chiablese      | Thonon                  |
| 145    | Annecy      | Chiablese      | Evian                   |
| 146    | Ivrea       | Ivrea          | Ivrea                   |
| 147    | Ivrea       | Ivrea          | Strambino               |
| 148    | Ivrea       | Ivrea          | Vistrorio               |
| 149    | Ivrea       | Ivrea          | Cuorgnè                 |
| 150    | Ivrea       | Ivrea          | Pont                    |
| 151    | Ivrea       | Ivrea          | Caluso                  |
| 152    | Ivrea       | Aosta          | Aosta                   |
| 153    | Ivrea       | Aosta          | Quart                   |
| 154    | Ivrea       | Aosta          | Verrès                  |
| 155    | Vercelli    | Vercelli       | Vercelli                |
| 156    | Vercelli    | Vercelli       | Santhià                 |
| 157    | Vercelli    | Vercelli       | Cigliano                |
| 158    | Vercelli    | Vercelli       | Crescentino             |
| 159    | Vercelli    | Vercelli       | Trino                   |
| 160    | Vercelli    | Biella         | Biella                  |
| 161    | Vercelli    | Biella         | Mongrando               |
| 162    | Vercelli    | Biella         | Bioglio                 |
| 163    | Vercelli    | Biella         | Cossato                 |
| 164    | Vercelli    | Biella         | Salussola               |
| 165    | Vercelli    | Biella         | Andorno-Biella          |
| 166    | Vercelli    | Casale         | Casale Monferrato       |
| 167    | Vercelli    | Casale         | Frassineto              |
| 168    | Vercelli    | Casale         | Moncalvo                |
| 169    | Vercelli    | Casale         | Montemagno              |
| 170    | Vercelli    | Casale         | Pontestura              |
| 171    | Savona      | Savona         | Savona                  |
| 172    | Savona      | Savona         | Cairo Montenotte        |
| 173    | Savona      | Savona         | Varazze                 |
| 174    | Savona      | Albenga        | Albenga                 |
| 175    | Savona      | Albenga        | Finalborgo              |
| 176    | Savona      | Albenga        | Alassio-Albenga         |
| 177    | Savona      | Acqui          | Acqui                   |
| 178    | Savona      | Acqui          | Nizza Monferrato        |
| 179    | Savona      | Acqui          | Spigno                  |
| 180    | Savona      | Acqui          | Ovada                   |
| 181    | Cagliari    | Cagliari       | Cagliari I              |
| 182    | Cagliari    | Cagliari       | Cagliari II             |
| 183    | Cagliari    | Cagliari       | Cagliari III            |
| 184    | Cagliari    | Cagliari       | Cagliari IV             |
| 185    | Cagliari    | Cagliari       | Cagliari V              |
| 186    | Sassari     | Sassari        | Sassari I               |
| 187    | Sassari     | Sassari        | Sassari II              |
| 188    | Sassari     | Sassari        | Sassari III             |
| 189    | Sassari     | Alghero        | Alghero                 |
| 190    | Sassari     | Alghero        | Alghero II              |
| 191    | Nuoro       | Cuglieri       | Cuglieri                |
| 192    | Nuoro       | Cuglieri       | Cuglieri II             |
| 193    | Cagliari    | Iglesias       | Iglesias                |
| 194    | Cagliari    | Iglesias       | Iglesias II             |
| 195    | Cagliari    | Isili          | Isili                   |
| 196    | Cagliari    | Isili          | Isili II                |
| 197    | Nuoro       | Lanusei        | Lanusei                 |
| 198    | Nuoro       | Nuoro          | Nuoro I                 |
| 199    | Nuoro       | Nuoro          | Nuoro II                |
| 200    | Cagliari    | Oristano       | Oristano                |
| 201    | Cagliari    | Oristano       | Oristano II             |
| 202    | Cagliari    | Oristano       | Oristano III            |
| 203    | Sassari     | Ozieri         | Ozieri                  |
| 204    | Sassari     | Tempio         | Tempio                  |

Province di Parma e Piacenza
| Numero | Provincia ex parmigiana | Collegio            |
| ------ | ----------------------- | ------------------- |
| 205    | Piacenza                | Piacenza I          |
| 206    | Piacenza                | Piacenza II         |
| 207    | Piacenza                | Bettola             |
| 208    | Piacenza                | Pianello            |
| 209    | Piacenza                | Castel San Giovanni |
| 210    | Piacenza                | Bardi               |
| 211    | Piacenza                | Castellarquato      |
| 212    | Piacenza                | Monticelli          |
| 213    | Parma                   | Parma I             |
| 214    | Parma                   | Parma II            |
| 215    | Parma                   | Colorno             |
| 216    | Parma                   | Traversetolo        |
| 217    | Parma                   | Langhirano          |
| 218    | Parma                   | Fontanellato        |
| 219    | Parma                   | Fornovo             |
| 220    | Parma                   | Borgo San Donnino   |
| 221    | Parma                   | Busseto             |
| 222    | Parma                   | Borgotaro           |